# Ninez Cacho-Olivares
Ninez Cacho-Olivares (19 juli 1941 - 3 januari 2020) was een Filipijns journalist en krantenuitgever. 
Cacho-Olivares schreef als journalist voor grote Filipijnse kranten als de Bulletin Today, de Philippine Daily Inquirer, de Business Day en de Business World. Ze richtte in juni 2002 de Daily Tribune op en was tevens hoofdredacteur van deze krant. Tot haar overlijden in 2020 schreef ze tevens stukken voor de Daily Tribune. Cacho-Olivares overleed in 2020 op 78-jarige leeftijd aan de gevolgen van een langdurige ziekte. Ze werd begraven naast haar eerder overleden echtgenoot Edgardo Olivares op het Heritage Memorial Park in Taguig.